# Nick Carter (cantante)
Nickolas Gene Carter (Jamestown, 28 gennaio 1980) è un cantante e musicista statunitense, membro dei Backstreet Boys.

## Carriera

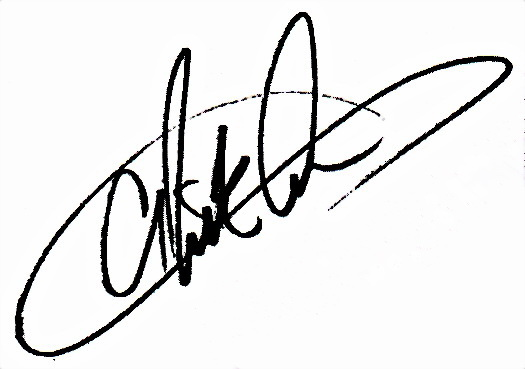
L'autografo di Nick Carter

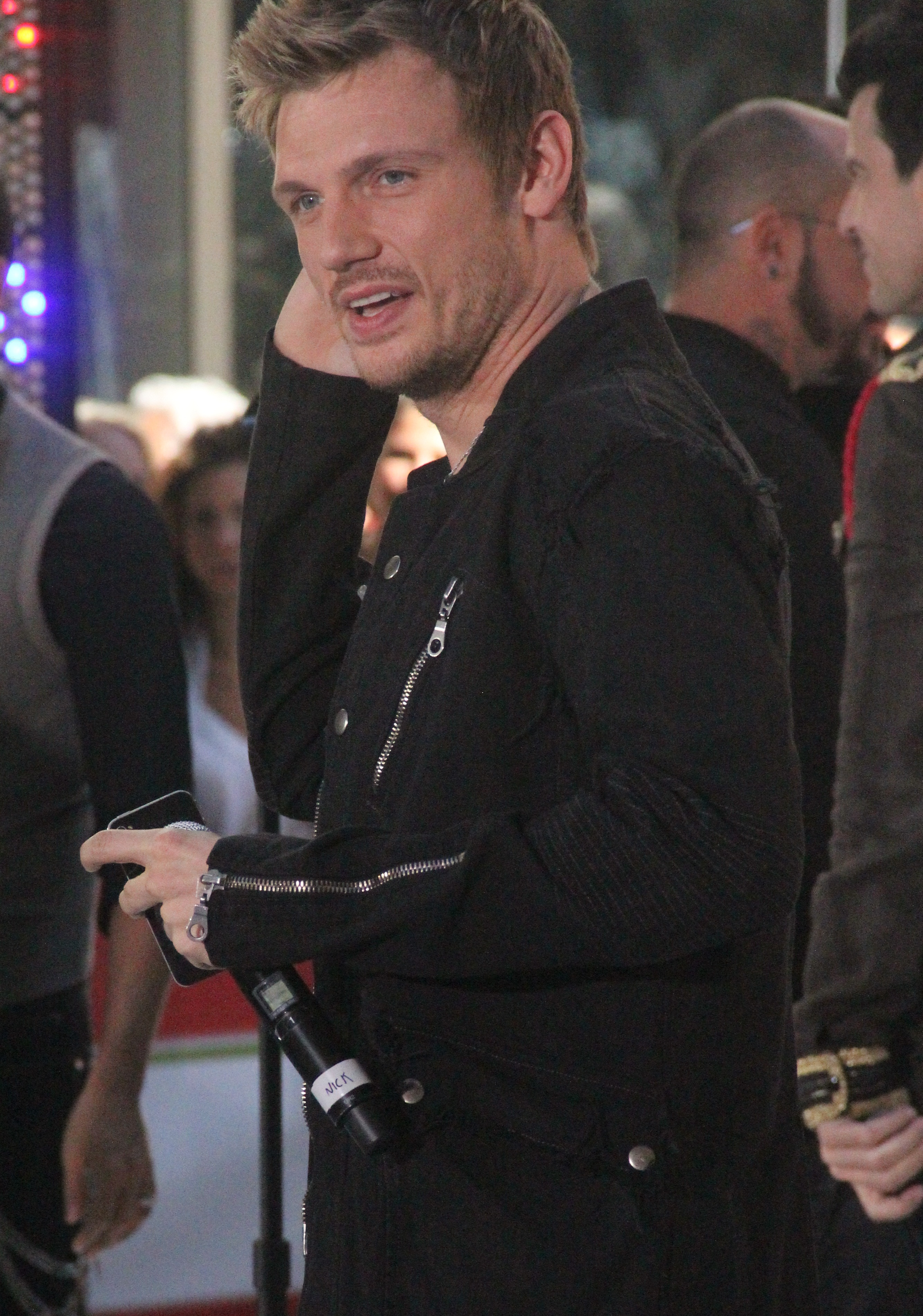
Nick Carter nel 2011

Suo padre Robert Gene Carter ha ascendenze britanniche, mentre sua madre Jane Elizabeth Spaulding è frutto di un melting pot con antenati irlandesi giunti negli Stati Uniti con la Mayflower. Ha quattro fratelli: il cantante Aaron (morto il 5 novembre 2022 all'età di 34 anni), la modella Angel e altre due sorelle portate alla ribalta dal reality show House of Carters, Leslie (morta il 30 gennaio 2012 all'età di 25 anni) e Bobbie Jean (morta il 23 dicembre 2023 a 41 anni). Ha anche due sorellastre da parte di suo padre: Taelyn, figlia di primo letto, e Tanden dall'ultima relazione.
Al momento della sua nascita i suoi genitori gestivano un locale notturno a New York chiamato "Yankee Rebel". Pochi anni dopo si trasferirono a Tampa per gestire un ospizio. Nick fece le prime audizioni all'inizio degli anni novanta e una comparsata nel film Edward mani di forbice del 1990. Dopo aver fatto parte di una band di bambini fu selezionato da Lou Pearlman per diventare membro dei Backstreet Boys, una boy band che stava organizzando all'epoca. Ottenuto un grande successo in Europa e in Asia, il gruppo tornò negli Stati Uniti e ottenne anche qui lo stesso riscontro di pubblico. Il gruppo, composto oltre che da lui anche da Howie Dorough, Brian Littrell, Alexander James McLean e Kevin Richardson, vendette 130 milioni di dischi nel mondo.
I Backstreet Boys riscuotono un enorme successo alla fine degli anni 1990 e Carter guadagna grande fama, diventando il rubacuori del gruppo. Oltre a essere famoso per il suo aspetto fisico, diviene anche uno dei maggiori vocalist, avendo un ruolo importante praticamente in tutti i singoli di successo con l'eccezione del loro esordio, We've Got It Goin' On e di I'll Never Break Your Heart. Occasionalmente nei tour si esibisce in assoli di batteria e ha fatto importanti ruoli di seconda voce, come in Show Me the Meaning of Being Lonely.
Nel 1999 viene posizionato al primo posto della classifica "Hottest Under 21" di Teen Scene Magazine e nominato "The Biggest Teen Idol" da Teen People. Viene anche inserito da People fra le 50 persone più belle del mondo nel 2000. La sua fama aiuta anche la carriera da cantante del fratello Aaron. Nel 2000 E! Online lo descrive come la persona più eccitante del pianeta, titolo prima attribuito a Leonardo DiCaprio. Nel 2002 Nick tenta la carriera da solista con l'album Now or Never, che raggiunge il 17º posto nella classifica Billboard, vincendo il disco d'oro. Sempre nel 2002 viene eletto Uomo più sexy del mondo da un sondaggio di CosmoGirl Magazine fra i suoi lettori.
Nel 2004 Carter ritorna alla sua carriera di attore e compare nel film horror The Hollow come l'avversario di Kevin Zegers. Dovrebbe essere il protagonista anche nell'horror Brew ma il progetto fallisce. Nel 2005 torna in tour con i Backstreet Boys, che promuovono il loro nuovo album Never Gone, che ha come singoli Incomplete, Just Want You to Know, I Still e Crawling Back to You. L'album raggiunge il terzo posto nella classifica Billboard e conquista il disco di platino. In autunno il gruppo effettua un tour in Europa, mentre nel giugno successivo perde un pezzo: infatti Kevin lascia i Backstreet Boys, per seguire altri interessi.
La rete televisiva E! ha trasmesso nell'ottobre 2006 il programma House of Carters, un reality show in cui i cinque fratelli Carter hanno vissuto nella stessa casa. Dopo gli ultimi due album con i Backstreet Boys, Unbreakable e This Is Us, e i rispettivi tour mondiali, pubblica nel 2011 l'album I'm Taking Off, anticipato dal singolo Just One Kiss. Sull'onda del buon successo del primo singolo, il 4 novembre 2011 l'artista statunitense pubblica il secondo singolo, Burning Up, dallo stile decisamente dance e con un video ambientato in discoteca.
Nel 2014 collabora con Jordan Knight in un album che porta il nome del cantante e il cognome del collega, ovvero Nick & Knight. Il 25 novembre 2015 pubblica All American, album di 11 tracce, dove Get Over Me, secondo estratto dell'album, vede la collaborazione di Avril Lavigne. Nel 2016 ha partecipato alla 21ª edizione di Dancing with the Stars, in coppia con la ballerina Sharna Burgess. La coppia si è classificata seconda.

## Vita privata
Nel 2011 si lega a Lauren Kitt. La coppia si fidanza ufficialmente nel febbraio 2013 e il 12 aprile 2014 i due si sposano in una cerimonia a Santa Barbara, in California, Stati Uniti.
La coppia ha tre figli.

## Discografia solista

### Album
- Now or Never (2002)
- I'm Taking Off (2011)
- Nick & Knight (con Jordan Knight) (2014)
- All American (2015)

### Singoli
- Help Me (2002)
- Do I Have to Cry for You (2002)
- I Got You (2002)
- Beautiful Lie con Jennifer Paige (2009)
- Just One Kiss (2011)
- Love Can't Wait (2011) ()
- Burning Up (2011)
- One More Time (2014) ()
- I Will Wait (2015)
- Get Over Me con Avril Lavigne (2015)
- 19 in 99 (2016)
- 80's Movie (2020)

## Filmografia

### Cinema
- Edward mani di forbice (Edward Scissorhands), regia di Tim Burton (1990)
- Facciamola finita (This Is the End), regia di Seth Rogen e Evan Goldberg (2013)
- Dead 7, regia di Danny Roew (2016)

### Televisione
- All That – sketch comedy, episodio 5x15 (1995)
- Sabrina, vita da strega (Sabrina, the Teenage Witch) – serie TV, episodio 2x18 (1998)
- American Dreams – serie TV, episodio 1x6 (2002)
- Sesamo apriti (Sesame Street) – serie TV, 3 episodi (2002)
- 8 semplici regole (8 Simple Rules) – serie TV, episodi 1x17-1x18 (2003)
- The Hollow - La notte di Ognissanti (The Hollow), regia di Kyle Newman – film TV (2004)
- House of Carters – reality show, 8 episodi (2006)
- 90210 – serie TV, episodio 4x23 (2012)
- Undateable – serie TV, episodi 3x12-3x13 (2015)

### Doppiatore
- Arthur – serie animata, episodio speciale (2002)